# Mary Donaldson
Mary Elizabeth, koningin van Denemarken (voorheen: Mary Elizabeth Donaldson) (Hobart, 5 februari 1972) is de echtgenote van de Deense koning Frederik X, koningin van Denemarken en gravin van Monpezat.

## Jeugd en opleiding
Ze werd geboren als Mary Elizabeth Donaldson in Hobart, Australië, als vierde en jongste kind van de wiskundige John Dalgleish Donaldson en zijn vrouw Henrietta Clark Horne. Ze heeft twee zusters en een broer. Na het overlijden van haar moeder hertrouwde haar vader met Susan Elizabeth Horwood.
Ze studeerde af als bedrijfskundig juriste aan de Universiteit van Tasmanië (1989-1994). Tussen 1994 en 1996 behaalde ze een diploma in reclame aan The Advertising Federation of Australia en een diploma in direct marketing aan de Australian Direct Marketing Association.

## Carrière
Na haar afstuderen ging ze werken voor een internationaal opererend reclamebureau. Ze werkte onder meer in Melbourne voor DDB Needham, in Edinburgh voor Rapp Collins Worldwide en in Sydney voor Young & Rubicam. Ook werkte ze nog een tijd in Parijs als lerares Engels. Na haar verloving met de Deense kroonprins werkte ze als projectleider voor Microsoft Denemarken. Tegenwoordig zet zij zich ook in voor de Deense Hartstichting. Op 20 februari 2009 werd ze benoemd tot luitenant in het Deense hjemmeværnet.

## Koninklijk huwelijk en gezin
In 2000 leerde ze de Deense kroonprins Frederik kennen tijdens de Olympische Spelen in Sydney. Ze trouwden op 14 mei 2004 in Kopenhagen.
Op 15 oktober 2005 beviel kroonprinses Mary van een zoon, Christian. De naam van Christian was ver voor de geboorte al bekend onder de bevolking, aangezien de kroonprinsen van Denemarken al generaties lang om en om Frederik en Christian worden genoemd. Op 21 april 2007 beviel ze van een dochter, Isabella. Isabella is de Spaanse naam voor Elizabeth en zo heeft Mary haar oudste dochter vernoemd naar zichzelf, Mary Elizabeth Donaldson. Op 8 januari 2011 beviel Mary van een tweeling, eerst een zoon en 26 minuten later een dochter. De bevalling verliep op natuurlijke wijze en zonder complicaties. De namen van het prinsje en prinsesje werden bij de doop op 14 april 2011 bekendgemaakt: Vincent Frederik Minik Alexander en Josephine Sophia Ivalo Mathilda. De derde naam van beiden, Minik en Ivalo, zijn Groenlandse namen.
Op 14 januari 2024 werden kroonprinses Mary en haar echtgenoot gekroond tot koningin en koning van het Koninkrijk Denemarken nadat koningin Margrethe II troonafstand had gedaan. Zij werd de eerste koningin ter wereld ooit van Australische afkomst.

## Onderscheidingen
- Ridder in de Orde van de Olifant, Denemarken
- Grootkruis in de Kroonorde, België
- Grootkruis in de Nationale Orde van Verdienste, Frankrijk.
- Grootkruis in de Orde van de Nederlandse Leeuw